# 塔納湖
塔納湖（拉丁化：Ṭānā Hāyḳ）是青尼羅河的發源地，也是埃塞俄比亞最大的湖泊，位於國家西北部海拔1,840公尺的高地（12°0′N 37°15′E / 12.000°N 37.250°E），長度約84公里，闊度約66公里，最深深度為15公尺。塔納湖的水從勒布河和古馬拉河注入，湖泊面積視乎季節和雨量，一般為3,000至3,500平方公里。在塔納湖流出藍尼羅河的地方建成水堰後，湖泊水位受到控制，也能調節水流進入提斯·阿貝（Tis Abay）瀑布和水力發電廠。
湖中的小島數目隨湖泊水位而改變，水位在過去400年下跌6英呎。據十七世紀初的葡萄牙傳教士Manoel de Almeida，湖中有21個島嶼，其中7至8個島上有大型的修道院。當詹姆斯·布鲁斯在18世紀視察地方時，當地居民報告45個島嶼有人居住，但他相信只有11個。一位現代地理學家為37個島嶼命名，他相信其中19個島上曾有修道院或教堂。

## 外部連結
- 湖泊相片 （页面存档备份，存于）
- Unesco plan for Lake T'ana （页面存档备份，存于）
- LakeNet Profile （页面存档备份，存于）